# Casa Hurtado
La Casa Hurtado és una obra modernista de Barcelona protegida com a Bé Cultural d'Interès Local.

## Descripció
La Casa Hurtado està ubicada al número 46 - 48 de l'avinguda Pedralbes del districte de les Corts. Originalment era una residència unifamiliar projectada per l'arquitecte Guillem Busquets i Vautravers i fou construïda entre els anys 1904 i 1906 per encàrrec d'Antonio Hurtado i Estapé, argenter resident al carrer de la Portaferrissa.
Aquesta construcció es configura com un edifici aïllat envoltat de jardí i consta de planta baixa i dues plantes pis amb coberta transitable tancada per balustrades.
Pel que fa a les façanes, aquesta casa es caracteritza per la utilització de diferents tractaments. A la primera planta i part de la segona és majoritària la utilització d'estuc blanc mentre que a la planta baixa i part de la segona s'utilitza maçoneria irregular. Aquests tractaments contrasten amb el maó vist, aplicat puntualment. El maó s'utilitza per emmarcar totes les obertures arquitectòniques, en les balustrades del terrat i als balcons, on sobresurten esglaonadament formant arcs.
A més de la puntual decoració amb maó, als ampits de les finestres de la planta baixa i a la part interna de la marquesina del balcó del segon pis, s'observa la utilització de rajoles de ceràmica vidriada en blanc i verd.
Les reixes dels balcons, igual que les de protecció de finestres i la porta d'accés a l'escala que va a les plantes superiors i al terrat són de ferro forjat, que reprodueix motius florals. Totes les finestres tenen persianes de llibret
A la planta baixa, concretament al saló, el paviment és de mosaic hidràulic i reprodueix motius vegetals i florals, a la vegada que el sostre està decorat en guix -pintat de colors i emmarcat per motllures també de guix-, amb relleus igualment vegetals i florals inscrits en circumferències unides per fulles, solució que també s'aplica als espais romboïdals creats per les circumferències.

## Història
El solar era propietat d'Antonio Hurtado i Estapé, qui sol·licità de l'Ajuntament de Sarrià l'any 1904 (concretament el 7 de setembre) el corresponent permís de construcció de la tanca del solar i de cimentació de la futura casa d'estiueig, aleshores al carrer de Caponata, cantonada passeig de Pedralbes. El tram que arribaria a Pedralbes des de Major de Sarrià del carrer Caponata mai es va realitzar. Antonio Hurtado encarregà a l'arquitecte Guillem Busquets i Vautravers, el projecte i la direcció de les obres de la seva futura casa. Aquest va realitzar en aquest edifici una de les seves primeres obres. Els plànols van adjuntar-se a la sol·licitud de permís d'obres municipal el dia 1 de desembre de 1905, obtenint-se el permís el dia 22 d'aquest mes. L'obra principal es va realitzar l'any 1906.
L'any 1945 es va dividir la casa en tres apartaments. A la noble planta baixa hi van viure les nebodes del senyor Hurtado (germanes Massagué Ribas); al pis primer hi anà a viure la família Moragas; i al pis segon la família del pintor J.M. Nuet i Martí. Els Nuet van viure fins a l'any 1993.
Actualment (any 2012) està en desús, amb les portes i finestres tapiades.